# 僕色に染めて/GOING DOWN
『僕色に染めて/GOING DOWN』（ぼくいろにそめて/ゴーイングダウン）は、1986年8月21日に発売された、THE GOOD-BYEの10枚目のシングルである。

## 概要
自身初の12インチシングルでの両A面シングル。
1986年5月21日に発売されたアルバム『FIFTH DIMENSION』からのシングル・カット。

## 収録曲
- SIDE A

1. 僕色に染めて [3:10]
作詞・作曲:野村義男／編曲:THE GOOD-BYE
2. GOING DOWN [3:32]
作詞・作曲:野村義男／編曲:THE GOOD-BYE

- SIDE B

1. ANOTHER WORLD [8:14]
作詞:衛藤浩一、加賀八郎／作曲:曾我泰久／編曲:THE GOOD-BYE

## 楽曲の収録アルバム
- FIFTH DIMENSION（#1）
  - シングルカットする前のアルバム・ヴァージョン。
- OLDIES BUT Good-Buy!（#1、#3）
  - ＃1はスローバージョン
  - ＃2はショートバージョン
- Anthology 1983〜1990（#1）
- READY! STEADY!! THE GOOD-BYE!!!（#1、#3）
  - ＃3は1stBESTに収録したショートバージョン。
- FIFTH DIMENSION（リマスター盤）（#1、#2、#3）
  - シングルカットする前のアルバム・ヴァージョン。